# Esporte Clube Metropol
O Esporte Clube Metropol é um clube de futebol brasileiro sediado em Criciúma, no estado de Santa Catarina.
Teve grande expressão no futebol catarinense na década de 1960, tendo sido campeão estadual 5 vezes, em 1960, 1961, 1962, 1967 e 1969.

## História
Na década de 1960, o futebol foi utilizado como fator atenuante dos conflitos entre capital e trabalho na região carbonífera catarinense. Cada companhia mineradora mantinha seu próprio time de futebol, em que os jogadores-mineiros atuavam e descarregavam tensões, esquecendo, por um pouco, as difíceis condições de trabalho a que eram submetidos. Muitas partidas terminavam em violência, porém os campeonatos da época costumavam levar famílias inteiras aos estádios.
Neste contexto, a Companhia Carbonífera Metropolitana elevou o Metropol à categoria de time profissional, em 1959.  A partir de então, sob o comando do dirigente "Dite" Freitas, passou a contratar jogadores profissionais para mesclar com os trabalhadores mineiros que atuavam na equipe.  Com o invejável aporte financeiro da empresa, logo conquistou um tricampeonato estadual (1960 - 1962). O Metropol foi chamado de “Real Madrid Catarinense” pela imprensa de Florianópolis, em alusão ao poderoso Real Madrid, da Espanha, um dos maiores times do mundo naqueles dias. Em 1962, o clube realizou uma vitoriosa excursão à Europa, em campanha de 13 vitórias, 6 empates e 4 derrotas.
Foi, ainda, campeão estadual em 1967 e 1969. Em 1969, após a conquista do campeonato catarinense, o departamento de futebol profissional foi desativado. Desde então, passou a disputar apenas competições amadoras, condição que preserva até os dias atuais.

## Títulos
Fonte:
| HONORÁRIOS               | HONORÁRIOS                  | HONORÁRIOS               | HONORÁRIOS                    |
|                          | Competição                  | Títulos                  | Temporadas                    |
|                          | Fita Azul                   | 1                        | 2000*                         |
| REGIONAIS (NÃO OFICIAIS) | REGIONAIS (NÃO OFICIAIS)    | REGIONAIS (NÃO OFICIAIS) | REGIONAIS (NÃO OFICIAIS)      |
|                          | Competição                  | Títulos                  | Temporadas                    |
|                          | Taça Brasil - Zona Sudoeste | 1                        | 1968                          |
| Taça Brasil - Chave Sul  | 1                           | 1964                     |                               |
| ESTADUAIS                | ESTADUAIS                   | ESTADUAIS                | ESTADUAIS                     |
|                          | Competição                  | Títulos                  | Temporadas                    |
|                          | Campeonato Catarinense      | 5                        | 1960, 1961, 1962, 1967 e 1969 |
| MUNICIPAIS               | MUNICIPAIS                  | MUNICIPAIS               | MUNICIPAIS                    |
|                          | Competição                  | Títulos                  | Temporadas                    |
|                          | Taça Santa Bárbara          | 1                        | 1962                          |
| ------------------------ | --------------------------- | ------------------------ | ----------------------------- |

* Condecoração dada pela CBD pela sua excursão na Europa em 1962.

### Outras conquistas
- Torneio Cinquentenário do Juventude: 1963

- Torneio 50 Anos Fund. Distrito Forquilhinha: 1962
- Torneio da LARM: 1960, 1961 e 1963
- Torneio Inicio da LARM: 1962 e 1963

## Estatísticas
| Competição     | Competição             | Temporadas | Melhor campanha    | Estreia | Última |
| Santa Catarina | Campeonato Catarinense | 9          | Campeão (5 vezes)  | 1960    | 1969   |
| Brasil         | Campeonato Brasileiro  | 4          | 5º colocado (1968) | 1961    | 1968   |

## Legado

### Futebol na Região
O contexto futebolístico na região carbonífera de Criciúma, com seus pioneiros clubes financiados por empresas, também permitiu o surgimento do Esporte Clube Próspera (vinculado à companhia mineira de mesmo nome), do São Paulo (da Vila Operária) e do Comerciário Esporte Clube (da região central da cidade, que mais tarde deu origem ao atual Criciúma Esporte Clube).